# Перехідна національна рада Лівії
Національна перехідна рада Лівійської Республіки (араб. المجلس الوطني الانتقالي) — тимчасовий орган влади, створений противниками Муаммара Каддафі 27 лютого 2011, під час заворушень в Лівії на самому початку громадянської війни. В ніч на 9 серпня 2012 року Національна перехідна рада офіційно передала владу обраному парламенту країни.

## Історія формування
Рада була створена в Бенгазі 27 лютого на надзвичайному засіданні місцевих народних комітетів.
За власним визначенням представника Ради, ПНР «є не тимчасовим урядом, а діє як орган влади революції». При створенні було оголошено, що ПНР буде працювати протягом трьох місяців — до намічених їм виборів нового глави держави.
5 березня ПНР проголосила себе єдиною легітимною владою в Лівії.
23 березня Рада оголосила про створення тимчасового уряду —  органу виконавчої влади, також було оголошено, що перехідна рада продовжить роботу як тимчасовий законодавчий орган.
25 серпня штаб-квартира Перехідної національної ради була офіційно перенесена з Бенгазі в Триполі, хоча раніше представник повстанців Ахмед Джібріль стверджував, що Рада не буде представлена в Триполі його вищим керівництвом, і всі політичні лідери ПНР переїдуть до столиці лише після того, як ситуація там повністю заспокоїться. Глава ПНР Мустафа Абдель Джаліль прибув у Триполі 10 вересня, за словами представників Ради, цей жест був покликаний показати, що Джаліль несе повну відповідальність і здійснює контроль над великою країною.
9 вересня сотні людей вийшли на вулиці Бенгазі — центрального міста сил опозиції в Лівії — із закликом провести докорінну реорганізацію нового уряду ПНР. Новоутворені політичні угруповання звернулися до влади з меморандумом, підписаним 56-ма новими організаціями, який відбив політичний поділ, що очікує Лівію після повалення режиму Каддафі, і включив в себе критику роботи Ради. На думку підписантів меморандуму, «проект конституції, складений ПНР не відображає бажань вільних людей», а план постконфліктного відновлення Лівії, запропонований ПНР, містить безліч протиріч, по ньому нинішній тимчасовий уряд зміниться ще двома протягом наступних 18 місяців перехідного періоду. Проте, ПНР заявила, що влада отримала меморандум, але приступить до його розгляду, тільки коли впаде останній оплот полковника Каддафі.
11 вересня один з керівників ПНС заявив, що новий уряд Лівії буде сформовано в термін від 7 до 10 днів, в нього повинні увійти представники всіх регіонів країни, але в зазначений термін дана подія не відбулася. Чергова заява про те, що новий лівійський уряд буде сформовано протягом знову-таки 7-10 днів було зроблено 21 вересня тепер уже самим главою ПНР.
12 вересня глава ПНР пообіцяв створити в країні законодавство, засноване на нормах ісламу.

## Склад Ради
ПНР Лівійської Республіки з 27 квітня 2012 року складається з 29 членів, які представляють цивільних і військових.

### Склад ПНС на 27 квітня 2012
- Мустафа Абдель Джаліль — Голова
- Абдель Рахім аль-Кіб — прем'єр-міністр
- Алі Тархун — Перший заступник прем'єр-міністра
- Омар Абдул Карім — заступник прем'єр-міністра
- Хамза Абу Фаріс — міністр у справах вакуфов і ісламських справ
- Алі Ашур — міністр юстиції
- Анвар Футірі — міністр зв'язку і інформаційних технологій
- Мустафа Ругібані — міністр праці
- Фатіма Намрус — міністр охорони здоров'я
- Фаузі Абдель Ала — міністр внутрішніх справ
- Авад Беруни — міністр енергетики
- Тахер Шаркасі — міністр торгівлі і комерції
- Сулейман Саху — міністр освіти
- Ашур Бен Хаяль — Міністр Закордонних Справ
- Омар аль-Харірі — міністр оборони
- Іса Туваджі — міністр планування
- Габріель Маброк Шаріф — міністр соціального розвитку
- Абдул Рахман бін Лайза — міністр нафтової промисловості і фінансів
- Абдул-Хамід Сулейман Буфруджа — міністр сільського господарства
- Махмуд Фетаіс — міністр промисловості
- Наїм Черінь — Міністр освіти і науки
- Ахмед Аттіга — міністр інвестиційної
- Абдель Рахман — Міністр культури і громадянського суспільства
- Авад аль-Барасо — міністр електроенергії
- Ашраф бен Ісмаїл — міністр мучеників і зниклих безвісти
- Мохаммад Хаді Хашемі Харари — міністр місцевого самоврядування
- Ібрагім Алсагоарті — міністр житлового будівництва
- Джозе Вахейсхі — міністр транспорту
- Фатхі тербий — міністр спорту та молоді
- Ібрагім Есутрі — міністр будівництва

Радою керує  Мустафа Абд-аль-Джаліль, колишній міністр юстиції Лівійської Джамахірії. Його заступником є Абдул Хафіз Гога (до 22 січня 2012), Омар аль-Харірі відповідає за керівництво армією, Абдель Рахім аль-Кіб (прем'єр-міністр) і Аль аль- Ісав — за координацію зовнішніх зносин.

## Міжнародне визнання
До 24 вересня 2011 року 93 країни-члени ООН визнали ПНР Лівійської Республіки законним представником. В ході голосування з питання надання ПНР місця Лівії в ГА ООН 81 держави проголосували «за». 9 інших держав-членів ООН, раніше визнали ПНР єдиним легітимним органом влади в Лівії, в голосуванні участі не брали. Крім того, «за» проголосувало також 33 інших держави-члена ООН, які, таким чином, фактично визнали легітимність ПНР Лівійської Республіки: Андорра, Аргентина, Бангладеш, Беліз , Бразилія, Бруней, Вануату, Східний Тимор, Гватемала, Гондурас, Грузія, Ізраїль, Ісландія, Ємен, Литва, Ліхтенштейн, Маврикій, Мадагаскар, Мексика, Молдавія,  Монако, Парагвай, Перу, Сан-Марино, Сент-Люсія, Сінгапур, Сирія, Таїланд, Фіджі, Швейцарія, Шрі-Ланка, Південний Судан, Ямайка. Пізніше легітимність ПНР визнали також ПАР, Алжир і Кенія, на той момент голосували або проти, або утрималися від голосування. В результаті зараз, легітимність ПНР фактично визнають 126 держав-членів ООН.